# Empis mediocris
Empis mediocris är en tvåvingeart som beskrevs av Becker 1907. Empis mediocris ingår i släktet Empis och familjen dansflugor. Inga underarter finns listade i Catalogue of Life.